# Buckeye, Arizona
Buckeye är en stad (town) i Maricopa County, i delstaten Arizona, USA. Enligt United States Census Bureau har staden en folkmängd på 51 649 invånare (2011) och en landarea på 972 km².